# Violencia étnica en Afganistán
La Violencia étnica en Afganistán ha desempeñado un papel importante en las guerras de ese país. La diversidad de etnias e idiomas de este país y asociado al histórico conflicto entre las diferentes ramas del Islam el Sunismo, mayoritario en el país, y el Chiismo, ha provocado grandes conflictos y un número importante de muertos en Afganistán.

## Demografía
Hay alrededor de una docena de grupos étnicos en el Afganistán, entre ellos:Pastún, Tayiko, Hazara, Uzbeko, y otros que representan menos del 2% cada uno. Las cifras sobre las afiliaciones étnicas provienen de una encuesta realizada por la Fundación Asia en 2014. De acuerdo con la encuesta representativa, el 40% de la gente se identificó como pastún, el 36% como tayikot, el 10% como hazara, el 8% como uzbeko, el 2% como turcomanos, el 1% como baluchi, el 1% como nuristaní, el 1% como aimak, el 1% como árabes, el 1% como pashai, el 1% como sadat, el 0,5% como qizilbash, y el 0,5% como safi.

## El dominio de los talibanes
Después de que los talibanes asumieran el poder a mediados de los años 90, empezaron a cometer atrocidades contra sus oponentes, los chiitas, los hazaras, los tayikos y los uzbekos. En 1998, las Naciones Unidas acusaron a los talibanes de negar alimentos de emergencia por parte del Programa Mundial de Alimentos a 160.000 personas hambrientas y mal nutridas (la mayoría de las cuales eran hazaras y tayikos) "por razones políticas y militares".[cita requerida] Las Naciones Unidas dijeron que los talibanes estaban matando de hambre a la gente por su programa militar y utilizando la asistencia humanitaria como arma de guerra.
El 8 de agosto de 1998 los talibanes lanzaron un ataque contra Mazar-e Sarif. Una vez en control, los talibanes empezaron a matar a personas por su etnia, especialmente hazaras y uzbekos. Hombres, mujeres y niños fueron cazados por las fuerzas talibanes en respuesta a entre 1500 y 3000 combatientes talibanes fueron ejecutados por la milicia uzbeka Junbish-i Milli. Esta limpieza étnica dejó un estimado de entre 5.000 a 6.000 muertos.

## Caída de los talibanes
En 2001, Human Rights Watch expresó el temor de que la violencia étnica en Afganistán probablemente aumentara debido a la escalada del conflicto entre las diferentes facciones. Miles de pastúnes se convirtieron en refugiados al huir de las tropas uzbekas del grupo Junbish-i Milli, algunos de los cuales fueron denunciados como saqueadores, violadores y secuestradores cuando estaban desarmando a los pastúnes acusados de ser antiguos partidarios de los talibanes en el norte de Afganistán durante las primeras etapas de la Guerra de Afganistán (2001-2014) (guerra que continúa al día de hoy), que eliminó del poder a los talibanes predominantemente pastúnes.

## Medidas políticas
En 2010, el presidente afgano Hamid Karzai estableció un grupo para investigar la continua violencia étnica, ya que creía que está obstaculizaba los esfuerzos militares para contener la insurgencia talibán.